# Mount Victory (Ohio)
Mount Victory es una villa ubicada en el condado de Hardin en el estado estadounidense de Ohio. En el Censo de 2010 tenía una población de 627 habitantes y una densidad poblacional de 316,04 personas por km².

## Geografía
Mount Victory se encuentra ubicada en las coordenadas 40°32′1″N 83°31′13″O / 40.53361, -83.52028. Según la Oficina del Censo de los Estados Unidos, Mount Victory tiene una superficie total de 1.98 km², de la cual 1.98 km² corresponden a tierra firme y (0%) 0 km² es agua.

## Demografía
Según el censo de 2010, había 627 personas residiendo en Mount Victory. La densidad de población era de 316,04 hab./km². De los 627 habitantes, Mount Victory estaba compuesto por el 98.09% blancos, el 0.64% eran afroamericanos, el 0% eran amerindios, el 0.48% eran asiáticos, el 0% eran isleños del Pacífico, el 0.48% eran de otras razas y el 0.32% pertenecían a dos o más razas. Del total de la población el 1.12% eran hispanos o latinos de cualquier raza.